# Scheci cu Jack Bill (film)
Scheci cu Jack Bill reprezintă o peliculă românească relizată în 1913 despre care se știu puține lucruri. Presa a anunțat această producție drept „noutate mondială pe scenă și pânza cinematografică”, ea fiind prezentată la Grădina Teatrului din București în iulie 1913. Așadar, fusese reluată tehnica „proiecțiunilor electrice” într-un mod similar celor din 1911, folosite în spectacolul Înșir'te mărgărite.
La 27 decembrie 1913, Jack Bill îi mulțumea lui Demetriade printr-o scrisoare: „...N-am să uit prețioasa colaborare pe care mi-ați acordat-o cu atâta amabilitate pentru acest eseu. Sper că ea n-a fost decât un început și că în scurt timp vom putea face alte lucruri frumoase și mărețe...”